# Mesterfinalen

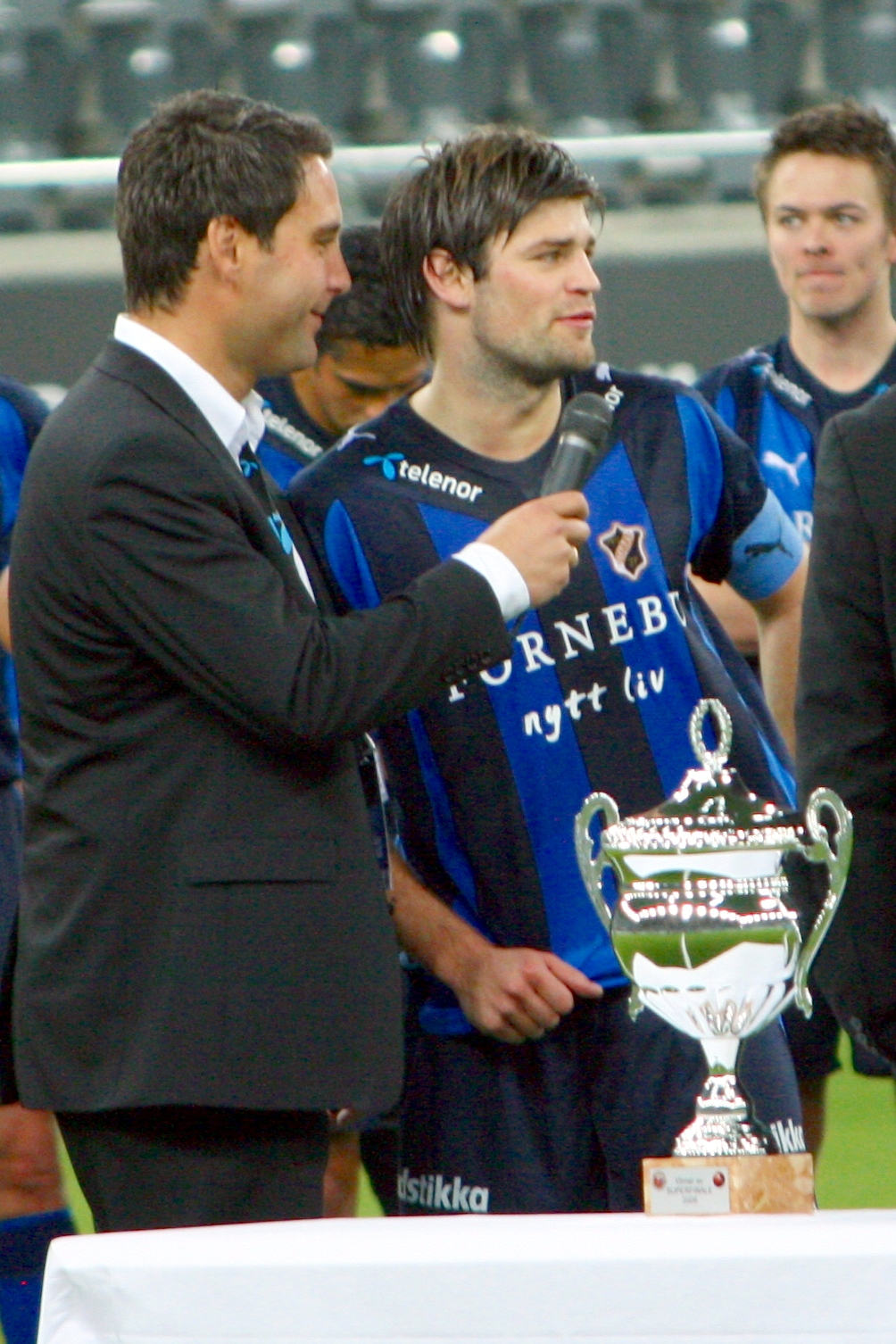
Der Mannschaftskapitän von Stabæk IF Skjønsberg (r.) vor der Pokalübergabe 2009

Der UNICEF Mesterfinalen, auch bekannt als Norwegische Fußball-Supercup (norwegisch Superfinalen), ist ein norwegischer Fußballwettbewerb für Vereinsmannschaften. Dabei tritt vor Beginn der Spielzeit der amtierende Landesmeister gegen den amtierenden Pokalsieger an. Gewinnt ein Klub das Double, tritt der Vizemeister als Gegner an.

## Geschichte
Nachdem der Wettbewerb nach den ersten beiden Austragungen 2009 und 2010 pausierte und 2017 wieder belebt worden war, fiel die Austragung 2019 den schlechten Wetterbedingungen zum Opfer.
Der Wettbewerb ist inspiriert vom englischen FA Community Shield und wurde für einen guten Zweck gespielt. Bei der ersten Ausgabe 2009 arbeiteten Norsk Toppfotball, TV2 und UNICEF zusammen, das Spiel war Teil einer Wohltätigkeits-Fernsehsendung.

## Die Endspiele im Überblick
| Datum          | Spielstätte                 | Meister      | Ergebnis   | Pokalsieger      | Torschützen                                                        |
| -------------- | --------------------------- | ------------ | ---------- | ---------------- | ------------------------------------------------------------------ |
| 8. März 2009   | Telenor Arena, Bærum        | Stabæk IF    | 3:1        | Vålerenga IF     | Nannskog (19.), Kobayashi (38.), Pálmason (56.) – Abdellaoue (48.) |
| 7. März 2010   | Color-Line-Stadion, Ålesund | Rosenborg BK | 3:1        | Aalesunds FK     | Stadsgaard (7.), Prica (26.), Olsen (49.) – Larsen (59.)           |
| 29. März 2017  | Brann-Stadion, Bergen       | Rosenborg BK | 2:0        | Brann Bergen 1   | Jevtović (32.), Reginiussen (90.)                                  |
| 26. April 2018 | Åråsen-Stadion, Lillestrøm  | Rosenborg BK | 1:0        | Lillestrøm SK    | Bendtner (52.)                                                     |
| 17. März 2019  | Ullevaal-Stadion, Oslo      | Rosenborg BK | abgesagt 2 | Molde FK         |                                                                    |
| 2020           |                             | Molde FK     | abgesagt   | Viking Stavanger |                                                                    |